# Paulão Moreira
Paulo Roberto "Paulão" Moreira da Costa (ur. 29 kwietnia 1969 w Salvadorze) – brazylijski siatkarz plażowy, brązowy medalista Mistrzostw Świata 1997 z Los Angeles grając w parze z Paulo Emilio Silva.